# Miss No Good
Miss No Good (kinesiska: 不良笑花; pinyin: bù liáng xiào huā) är en taiwanesisk dramaserie från 2008 med Rainie Yang, Wilber Pan och Dean Fujioka.

## Roller
- Rainie Yang som Jiang Xiao Hua
- Wilber Pan som Tang Men
- Dean Fujioka som Jia Si Le
- Chen Yan Xi som Jiang Mi
- Jian Chang som Jiang Da Shu
- Wen Ying som Grandma Jiang
- Shi Yuan Jie som Dou Zi
- Xiao Call som Jojo
- Denny Huang som Lai Rui Ke

## Karaktärerna
- Jiang Xiao Hua är en högljudd och positiv tjej, utan minsta aning om vad orden mode eller matchning innebär. Hennes klädstil och håruppsättningar liknar mest en julgran. Hon är beredd att ändra på sig för att hennes barndomsvän Jia Si Le inte ska skämmas över henne.

- Tang Men är en känd stylist som tar jobbet på största allvar, ingenting får bli fel. Han tänker inte efter innan han förolämpar någon, och hans förgiftade tunga är känd landet över. Jobbet har varit hans livsglädje sedan han skiljdes från sina föräldrar på grund av att hans pappa ville att han skulle bli läkare. Han själv vill bli stylist men hans pappa anser att stylist är ett jobb för kvinnor. Tang Men tar sig på den svåra uppgiften att ge Xiao Hua en make-over.

- Jia Si Le blev som liten mobbad för sin övervikt, och Xiao Hua var den enda som inte brydde sig om denna faktor. Han bestämde sig redan som ung att han skulle gifta sig med Xiao Hua, så han ger sig av till Japan, går ner i vikt och bygger upp kroppen. När han kommer tillbaka till Taipei är han snyggare än någonsin, och mer kär än han någonsin varit.